# IDEF0

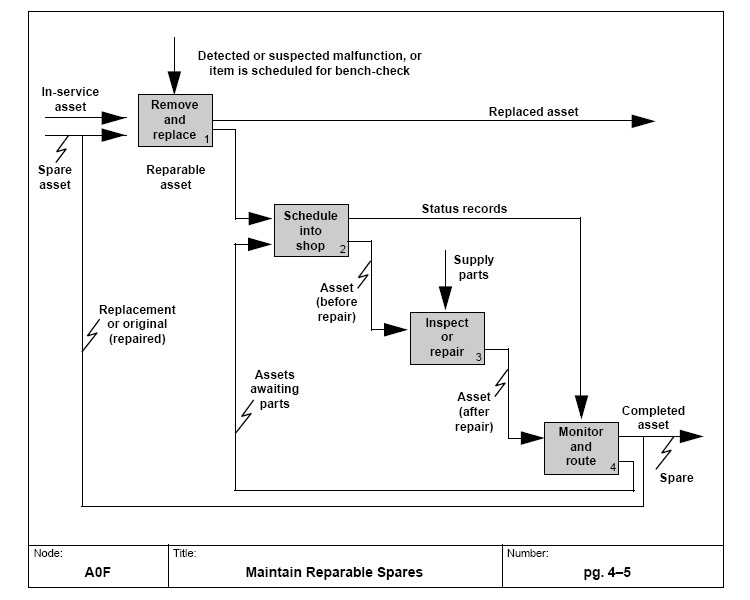
Ejemplo de diagrama IDEF0

IDEF0 o IDEFØ (Integration Definition for Function Modeling) es un método diseñado para modelar decisiones, acciones y actividades de una organización o sistema. IDEFØ se derivó de un lenguaje gráfico bien establecido, el análisis estructurado y Técnica de Diseño (SADT por sus siglas en inglés Structured Analysis and Design Technique).
La Fuerza Aérea de los Estados Unidos encargó a los desarrolladores de SADT desarrollar un método de modelado para analizar y comunicar la perspectiva funcional de un sistema. Los modelos efectivos de IDEFØ ayudan a organizar el análisis de un sistema y a promover una buena comunicación entre el analista y el cliente. IDEFØ es útil para establecer el alcance de un análisis, especialmente para un análisis funcional. Como herramienta de comunicación, IDEFØ mejora la participación de expertos de dominio y consenso en la toma de decisiones a través de dispositivos gráficos simplificados. Como herramienta de análisis, IDEFØ ayuda al modelador en la identificación de cuáles son las funciones que se llevan a cabo, lo que se necesita para desempeñar esas funciones, lo que el sistema actual hace bien o hace mal. Así, los modelos IDEFØ se crean a menudo como una de las primeras tareas de un esfuerzo de desarrollo del sistema.
En diciembre del año de 1993, el Laboratorio de Informática de Sistemas del Instituto Nacional de Estándares y Tecnología (NIST) dio a conocer a IDEFØ como un estándar para el modelado de funciones en la publicación FIPS 183.